# Appias athama
Appias athama is een vlindersoort uit de familie van de Pieridae (witjes), onderfamilie Pierinae.
Appias athama werd in 1848 beschreven door Blanchard.